# Stebro
Stebro var en kanadensisk formelbilstillverkare.
Strebo byggde bilar för Formel Junior. Företaget deltog endast i ett formel 1-lopp, i USA 1963.

## F1-säsonger
| Säsong | Tävlingsnamn | Bil          | Motor       | Poäng | Förare 1      |
| ------ | ------------ | ------------ | ----------- | ----- | ------------- |
| 1963   | Stebro       | Stebro Mk IV | Ford 1.5 L4 | 0     | Peter Broeker |